# 나루2u
나루2u(Naru2u)는 매년 팬들이 운영하여 오타와에서 개최하는 아니메 컨벤션이다. 나루2u는 오타와의 회사 Naru's Sound & Lighting이 주최한다.

## 역사
오타와 지역에 있는 옛 AC-Cubed 컨벤션이 1년 간의 휴식 기간에 생겨난 컨벤션이다. 오타와에 사는 수많은 팬들이 AC-Cubed 컨벤션에 서비스를 제공한 Naru's Sound & Lighting의 사장을 연락해서 오타와에 컨벤션을 주최하라는 제안하였다. 처음에는 거부하였지만, 결국에는 나루2u라는 이름으로 컨벤션을 주최하였다. 그래서 이 새로운 컨벤션이 성공한 첫 해에 AC-Cubed 컨벤션이 팬들에게 돌아오지 못한 사정으로 나루2u는 오타와의 유일한 아니메 컨벤션이 되었다.
| 날짜                    | 장소                                        | 참석자 |
| ----------------------- | ------------------------------------------- | ------ |
| 2008년 11월 15일 ~ 16일 | Travelodge Ottawa Hotel & Conference Centre | 600명  |
| 2009년 10월 9일 ~ 11일  | Travelodge Ottawa Hotel & Conference Centre | 1025명 |

## 참고
1. ↑  “Naru2u Toys on Fire”. 2010년 7월 27일에 원본 문서에서 보존된 문서. 2010년 8월 5일에 확인함.
2. ↑  “Naru's Sound and Lighting Past Works”. 2010년 11월 1일에 원본 문서에서 보존된 문서. 2010년 8월 5일에 확인함.
3. ↑  Naru2u 2008 Information

## 같이 보기
- 아니메 노스